# Данієль Джонсон (батько)
Данієль Джонсон (фр. Daniel Johnson, 9 квітня 1915, Данвіль (Danville), Естрі — 26 вересня 1968, Манікуаган (Manicouagan)) — Прем'єр-міністр Квебеку у 1966—1968 роках. Лідер партії Національний союз з 1960 до 1968 року.

## Життєпис
Він був сином англомовного ірландця Френсіса Джонсона та двомовної французької канадки Марі-Аделін Даніель. Його виховували двомовно, але освіту отримав виключно французькою мовою.
Двоє з його синів — П'єр-Марк Джонсон і Данієль Джонсон (син) — пізніше самі стали прем'єр-міністрами Квебеку, П'єр-Марк — від Квебекської партії, Данієль — від Ліберальної партії Квебеку.
1966-го, обійнявши посаду прем'єр-міністра після перемоги Національного союзу на провінційних виборах, Данієль Джонсон продовжував Тиху революцію.
За його правління було прийнято закон про мережу Коледжів загальної та професійної освіти (Collèges d'enseignement général et professionnel — CÉGEP), яка спростила доступ до навчання для тисяч квебекців.
1965-го він видав книжку «Рівноправ'я або незалежність» (фр. Égalité ou indépendance). Хоча йшлося про незалежність Канади від Британії, у книзі говорилося, що якщо англійська Канада не хоче бути незалежною, Квебек може стати незалежним сам.
За часів Джонсона багато зроблено для посилення позицій Квебеку на міжнародній арені. 1967 року Шарль де Голль приймає його у Єлисейському палаці. У той самий рік, Де Голль відвідує Квебек і вимовляє свою знамениту фразу: " Vive le Québec libre ! " («Хай живе вільний Квебек!»). 1968 року Габон запрошує до себе міністра освіти Квебеку не порадившись перед тим з Оттавою, що викликало дипломатичний скандал між Канадою та Габоном.
1968 року на переговорах із федеральним урядом Канади він відстоював більшу автономію Квебеку.
26 вересня 1968, під час відвідання гідроелектростанції Manic — 5 на півночі Квебеку, Данієль Джонсон вмирає від серцевого нападу.